# RS-137
La RS-137 est une route locale Nord-Ouest de l'État du Rio Grande do Sul. Elle relie la municipalité d'Itatiba do Sul à la BR-480. Elle dessert les communes d'Itatiba do Sul, Barra do Rio Azul et Barão de Cotegipe, et est longue de 27,830 km.